# غريت ستوكلي (كامبريدجشير)
غريت ستوكلي (بالإنجليزية: Great Stukeley)‏ هي قرية تقع في المملكة المتحدة في كامبريدجشير. يقدر عدد سكانها بـ 1,340 نسمة .

## المناخ
يظهر الجدول التالي التغييرات المناخية على مدار السنة لغريت ستوكلي:
| البيانات المناخية لـغريت ستوكلي               | البيانات المناخية لـغريت ستوكلي | البيانات المناخية لـغريت ستوكلي | البيانات المناخية لـغريت ستوكلي | البيانات المناخية لـغريت ستوكلي | البيانات المناخية لـغريت ستوكلي | البيانات المناخية لـغريت ستوكلي | البيانات المناخية لـغريت ستوكلي | البيانات المناخية لـغريت ستوكلي | البيانات المناخية لـغريت ستوكلي | البيانات المناخية لـغريت ستوكلي | البيانات المناخية لـغريت ستوكلي | البيانات المناخية لـغريت ستوكلي | البيانات المناخية لـغريت ستوكلي |
| الشهر                                         | يناير                           | فبراير                          | مارس                            | أبريل                           | مايو                            | يونيو                           | يوليو                           | أغسطس                           | سبتمبر                          | أكتوبر                          | نوفمبر                          | ديسمبر                          | المعدل السنوي                   |
| --------------------------------------------- | ------------------------------- | ------------------------------- | ------------------------------- | ------------------------------- | ------------------------------- | ------------------------------- | ------------------------------- | ------------------------------- | ------------------------------- | ------------------------------- | ------------------------------- | ------------------------------- | ------------------------------- |
| متوسط درجة الحرارة الكبرى °م (°ف)             | 7.2 (45.0)                      | 7.7 (45.9)                      | 10.7 (51.3)                     | 13.5 (56.3)                     | 16.8 (62.2)                     | 19.7 (67.5)                     | 22.4 (72.3)                     | 22.3 (72.1)                     | 19.2 (66.6)                     | 15.0 (59.0)                     | 10.3 (50.5)                     | 7.4 (45.3)                      | 14.4 (57.9)                     |
| متوسط درجة الحرارة الصغرى °م (°ف)             | 1.1 (34.0)                      | 0.8 (33.4)                      | 2.6 (36.7)                      | 3.8 (38.8)                      | 6.6 (43.9)                      | 9.7 (49.5)                      | 11.8 (53.2)                     | 11.7 (53.1)                     | 9.9 (49.8)                      | 7.0 (44.6)                      | 3.9 (39.0)                      | 1.9 (35.4)                      | 5.9 (42.6)                      |
| معدل هطول الأمطار مم (إنش)                    | 47.0 (1.85)                     | 35.0 (1.38)                     | 40.1 (1.58)                     | 47.0 (1.85)                     | 47.9 (1.89)                     | 54.1 (2.13)                     | 48.3 (1.90)                     | 51.7 (2.04)                     | 53.3 (2.10)                     | 60.2 (2.37)                     | 54.2 (2.13)                     | 47.1 (1.85)                     | 585.8 (23.06)                   |
| ساعات سطوع الشمس الشهرية                      | 58.0                            | 77.4                            | 109.9                           | 152.3                           | 186.2                           | 180.6                           | 193.3                           | 188.1                           | 142.5                           | 114.6                           | 67.0                            | 52.4                            | 1٬522٫2                         |
| المصدر: Met Office Monks Wood, Cambridgeshire |                                 |                                 |                                 |                                 |                                 |                                 |                                 |                                 |                                 |                                 |                                 |                                 |                                 |